# 艺术会馆站
藝術會館站（：／ Yesul-hoegwan yeok */?）是仁川地鐵1號線沿線的一座地下車站，位於韓國仁川廣域市南洞區九月洞，韓語副站名為「樂天百貨仁川店」（롯데백화점 인천점）。

## 車站結構
站體為2面2線側式月台的地下車站，候車月台設有月台幕門，並有11處出口。
本站無法轉乘對向列車。

### 月台配置
| 仁川市廳 ↑   |
| \| 上        |
| ↓ 仁川客運站 |

| 月台 | 路線               | 目的地                                                       |
| ---- | ------------------ | ------------------------------------------------------------ |
| 上行 | ●仁川都市鐵道1號線 | 富平、富平區廳、橘峴、桂陽方向                               |
| 下行 | ●仁川都市鐵道1號線 | 仁川客運站、源仁齋、東幕、國際業務園區、松島月光慶典公園方向 |

## 歷史
- 1999年10月6日：落成啟用。

## 車站周邊
- 仁川市警察廳
- 中部地方僱傭勞動廳
- 僱傭勞動部仁川就業中心
- 仁川地方國稅廳
- 韓國電氣安全公社（朝鲜语：한국전기안전공사）仁川區總部
- 仁川市文化藝術會館
- 中央公園
- 仁川CGV
- 樂天百貨仁川店
- 教保文庫仁川店
- Home plus（朝鲜语：홈플러스）南洞店

## 相鄰車站
仁川交通公社
●仁川都市鐵道1號線
仁川市廳（I124）－藝術會館（I125）－仁川客運站（I126）